# Кутова секунда
Кутова́ секу́нда (англ. arcsecond) — позасистемна одиниця вимірювання плоских та двогранних кутів, рівна 1/3600 градуса або 1/60 мінути; позначається знаком ″ (подвійний вертикальний штрих).
Символ у стандарті Юнікод — U+2033 DOUBLE PRIME
У Міжнародній системі  одиниць SI для вимірювання кутів застосовується радіан.
{\displaystyle 1''={\frac {1}{60}}} мінути {\displaystyle ={\frac {1}{60\cdot 60}}} градуса {\displaystyle ={\frac {2\pi }{\displaystyle {360}\cdot 60\cdot 60}}={\frac {\pi \ }{648\,000}}} рад {\displaystyle \approx 4{,}848\,136\,811\cdot 10^{-6}\,\mathrm {rad} }
Кутова секунда (англ. arcsecond) позначається символом ″, рівна 1/60 мінути, 1/3600 градуса 1/1296000 оберта і π/648000 (приблизно1/206264.8) радіана, або:
- 1′ = {\displaystyle \left({\frac {1}{60}}\right)^{\circ }} ≈ 2,9088821×10−4 радіан.
- 1″ = {\displaystyle \left({\frac {1}{3600}}\right)^{\circ }} ≈ 4,8481368×10−6 радіан.

Ці одиниці виникли у вавилонській астрономії, де застосовувалась шістдесяткова система числення; застосовуються в галузях, де доводиться мати справу з малими кутами: астрономія, оптометрія, офтальмологія, оптика, навігація, геодезія та стрільба.
Для вимірювання малих тілесних кутів можна використовувати квадратні кутові секунди.

## Кутова мілісекунда
У зв'язку зі значним підвищенням точності кутових вимірювань (зокрема, в астрометрії), виникла потреба вимірювання кутів, менших за кутову секунду. Спочатку астрономи користувалися десятими частинами кутової секунди (0,1"), наразі розповсюдженою одиницею є тисячна частина кутової секунди (0,001") — кутова мілісекунда. Її скорочене позначення — mas (від англ. milliarcsecond).
Кутовий розмір в одну мілісекунду матиме м'яч для настільного тенісу (4 см у діаметрі), що перебуває на відстані 8250 км.